# Harvard Mark II
L'Harvard Mark II va ser un ordinador electromecànic construït sota la direcció d'Howard H. Aiken i acabat l'any 1947. Va ser finançat per la Marina dels Estats Units d'Amèrica.
El Mark II va ser construït amb relés electromagnètics d'alta velocitat en lloc dels comptadors electromecànics que es van utilitzar en el Mark I, fent-lo molt més ràpid que el seu predecessor. El seu temps de suma era de 0,125 segons (8 Hz) i el temps de multiplicació era de 0,750 segons. Això representava un factor de 2,6 cops més ràpid per a la suma i un factor de 8 cops més ràpid per la multiplicació, comparant amb el Mark I. Fou la segona màquina (després de la Calculadora de Relés dels Laboratoris Bell) en tenir maquinari de punt flotant. Una característica única del Mark II és que incorporava maquinari per a diverses funcions com ara la inversió, l'arrel quadrada, el logaritme, l'exponenciació, i algunes funcions trigonomètriques. Aquestes s'executaven en entre cinc i dotze segons.
Ni el Mark I ni el Mark II eren ordinadors de programa emmagatzemat, ja que llegien les instruccions del programa, una per una, d'una cinta perforada. Aquesta separació de dades i instruccions és coneguda com l'arquitectura Harvard. El Mark II tenia un mètode de programació peculiar que es va concebre per assegurar que els continguts d'un registre quedaven disponibles per a quan es necessitessin. La cinta amb el programa tan sols podia codificar vuit instruccions, de manera que la significació d'un codi d'instrucció particular depenia de quan s'executava. Cada segon es dividia en diversos períodes, i un codi d'instrucció podia significar coses diferents en períodes diferents. Una suma podia iniciar-se en qualsevol de vuit períodes dins del segon, una multiplicació podia iniciar-se en qualsevol de quatre períodes del segon, i una transferència de dades podia iniciar-se en qualsevol de dotze períodes del segon. Tot i que aquest sistema funcionava, feia complicada la programació i, d'alguna manera, reduïa l'eficiència de la màquina.
El Mark II va executar alguns programes de prova amb dades reals el juliol de 1947. Es va entregar al centre de proves de la marina dels Estats Units a Dahlgren (Virgínia) cap al 1947 o 1948.